# Kvarnsjön (Silleruds socken, Värmland)
Kvarnsjön är en sjö i Årjängs kommun i Värmland och ingår i Göta älvs huvudavrinningsområde. Sjön är 15 meter djup, har en yta på 0,22 kvadratkilometer och är belägen 166,2 meter över havet. Sjön avvattnas av vattendraget Rämånaälven.

## Delavrinningsområde
Kvarnsjön ingår i det delavrinningsområde (659594-131214) som SMHI kallar för Mynnar i Stora Gla. Medelhöjden är 201 meter över havet och ytan är 16,77 kvadratkilometer. Det finns inga avrinningsområden uppströms utan avrinningsområdet är högsta punkten. Rämånaälven som avvattnar avrinningsområdet har biflödesordning 4, vilket innebär att vattnet flödar genom totalt 4 vattendrag innan det når havet efter 276 kilometer. Avrinningsområdet består mestadels av skog (86 procent). Avrinningsområdet har 1,53 kvadratkilometer vattenytor vilket ger det en sjöprocent på 9,1 procent.